# Theodor Dreimann
Theodor Dreimann (geboren vor 1940; gestorben nach 1988) war ein deutscher Kartograf, Zeichner und Heimatkundler.

## Werke (Auswahl)
- Niedersachsen. Ein deutscher Kultur- und Lebensraum, Karte, Farblithografie 70 × 66 cm, Entwurf: Kurt Brüning 1932–1933. Hrsg.: Niedersächsisches Amt für Landesplanung und Statistik, Hannover. Unter Benutzung der von Ferdy Horrmeyer und Friedrich Heinrichsen 1934–36 gezeichneten Vorlage,
  - neu bearbeitet von Th. Dreimann, 1940
  - neu bearbeitet von Th. Dreimann, 1957
- Der Landkreis Verden, Regierungsbezirk Stade. Amtliche Kreisbeschreibung (= Die deutschen Landkreise. Die Landkreise in Niedersachsen, Bd. 20) (= Veröffentlichungen des Niedersächsischen Landesverwaltungsamtes unter Mitwirkung der Wirtschaftswissenschaftlichen Gesellschaft zum Studium Niedersachsens e.V., Reihe D, Bd. 20), mit 120 Abbildungen und Karten, 101 Fotos und 20 Federzeichnungen, topographische Karte 1:100 000 und statistischem Anhang, von Hans Heinrich Seedorf (Red.), Fritz Berner u.a (Mitarb.), Theodor Dreimann u.a (Kartogr.), Erich Wessel (Strichzeichnungen), Bremen-Horn: Dorn; Hannover: Niedersächs. Landesverwaltungsamt [in Kommission], 1962
- Mitte des 13. Jahrhunderts,  Georg Westermann Verlag (Braunschweig); Hans Eggen KG (Hannover): Braunschweig: Stadt Braunschweig, 1974
- Döhren im Rückblick. Das Dorf Döhren, Hannover. Vergangenheit und Auflösung. Mit Erinnerungen und Zeichnungen, Hannover: Hoffmann & Kaune, 1979
- Martin Anger (Hrsg.), Theodor Dreimann: Die Chronik. Kirchrode in Wort und Bild, Hannover: TT-Verlag, 1983
- Th. Dreimann, Martin Anger: Chronik der Ortschaft Kleefeld Hannover, Nachdruck der Erstausgabe, Gehrden-Leveste: Schroeder-Druck, 1988